# 1865 en Italie
Chronologie de l'Italie
- 1861
- 1862
- 1863
- 1864
- 1865
- 1866
- 1867
- 1868
- 1869

Chronologie de l'Europe

## Événements

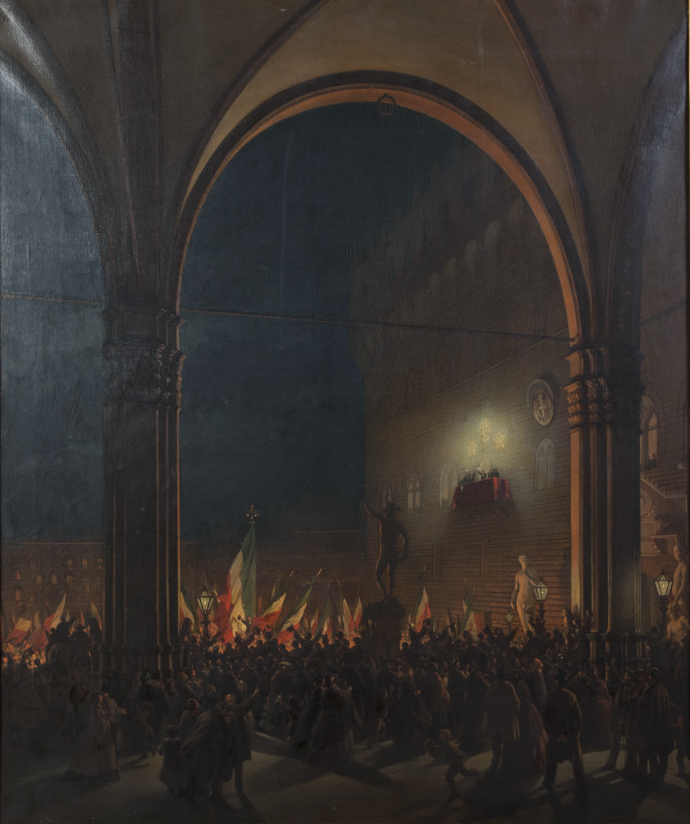
Célébrations de l'arrivée à Florence du roi Victor-Emmanuel II.

- 3 février : le roi Victor-Emmanuel arrive à Florence et s'installe au Palais Pitti. La ville devient la capitale du royaume d'Italie, jusqu'à l'intégration de Rome dans le royaume en 1870[1].
- 20 mars : loi sur les travaux publics préparée par le ministre Stefano Jacini. Elle fusionne les divers corps d'ingénieurs des États unifiés[2]. Vaste campagne de travaux publics. Le réseau de chemin de fer atteint 4 500 km.
- 2 avril : promulgation de la loi sur l'unification législative et administrative (loi Vacca)[3].
- 25 juin : promulgation du Codice civile de 1865 ; il entre en vigueur le 1er janvier 1866[4]. Il remplace les lois et les codes civils en vigueur dans les États italiens d'avant l'unification.
- 22 et 29 octobre : élections législatives[5].
- 18 novembre : ouverture de la IXe législature du royaume d'Italie[6].
- 19 décembre : le Gouvernement La Marmora II est mis en minorité sur une série de mesures administratives pour pourvoir à la situation des finances proposée par Quintino Sella[7].
- 23 décembre : signature de la Convention de Paris, dite de l'Union latine entre la France, la Suisse, la Belgique, le Luxembourg et l'Italie[8].
- 31 décembre : gouvernement La Marmora III[7].
- 31 décembre : le gouvernement italien signe à Berlin un traité de commerce avec le Zollverein allemand. Le rapprochement économique sera bientôt complété par une alliance militaire contre l’Autriche[9].

## Culture

### Opéras créés en 1865
- 30 mai : Amleto, opéra de Franco Faccio, sur un livret de Arrigo Boito d'après Hamlet de William Shakespeare, est créé au Théâtre Carlo-Felice de Gênes.

## Naissances en 1865
- 8 septembre : Adolfo Albertazzi, écrivain, auteur de nouvelles et de romans, critique littéraire et historien de la littérature. († 10 mai 1924)
- 30 décembre : Alessandro Mazzucotelli, artisan d'art, décorateur d'intérieur et ferronnier, surnommé le « magicien du fer [10] ». († 29 janvier 1938)

## Décès en 1865
- 17 janvier : Luigia Mussini-Piaggio, 33 ans, artiste-peintre, se rattachant au mouvement du purisme italien. (° 1er janvier 1832)
- 20 janvier : Giovanni Marghinotti, 67 ans, peintre néo-classique. (° 6 janvier 1798)
- 28 janvier : Felice Romani, 76 ans, librettiste, poète, érudit en littérature et mythologie et critique musical, auteur des livrets d'opéras de Gaetano Donizetti et Vincenzo Bellini notamment. (Gênes. (° 31 janvier 1788)
- 1er avril : Giuditta Pasta, 67 ans, cantatrice  au timbre chaud, avec une tessiture de soprano dramatique développée à partir de celle d'une mezzo-soprano, créatrice des rôles titres d'Anna Bolena[11], La sonnambula[12], Norma[12], et Beatrice di Tenda. (° 28 octobre 1797)
- 2 août : Nicola Mazza, 75 ans, prêtre catholique italien, fondateur de plusieurs instituts d'éducation, reconnu comme vénérable par le pape François en 2013. (° 10 mars 1790)
- 9 août : Lodovico Aureli, 49 ans, graveur et peintre, spécialisé dans la peinture de scènes historiques, de portraits et de fleurs. (° 9 janvier 1816)